# 莲花乡 (舒兰市)
莲花乡，是中华人民共和国吉林省吉林市舒兰市下辖的一个乡镇级行政单位。

## 行政区划
莲花乡下辖以下地区：
泥沟村、东大村、北莲村、谭家村、二岗村和莲花村。